# Mirabilandia

Mirabilandia är en nöjespark. Den är belägen nära staden Ravenna i Italien.